# HMAS Ararat (K34)
HMAS Ararat (K34) was een Australisch korvet van de Bathurstklasse. Het schip is vernoemd naar de Australische stad Ararat in de staat Victoria. De bouw van de Ararat vond plaats bij de scheepswerf Evans Deakin & Co uit Brisbane

## De Ararat tijdens de Tweede Wereldoorlog
Gedurende de Tweede Wereldoorlog voer de Ararat voornamelijk konvooidiensten uit tussen Australië en Nieuw-Guinea en later tussen Nieuw-Guinea en verschillende bevrijde eilanden van Nederlands-Indië. Aan het eind van de oorlog keerde het schip terug naar Australië om daar zeemijnen te gaan vegen.

## De Ararat na de Eerste Wereldoorlog
Vanaf het einde van de Tweede Wereldoorlog tot de buitendienststelling van de Ararat heeft het schip dienstgedaan als mijnenveger in de Australische wateren. In 1961 werd het schip voor de sloop verkocht maar werd doorverkocht aan het Japanse bergingsbedrijf Fujita.